# 玉夫座WZ
玉夫座WZ，又名CD-34 576，HD 9065、SAO 193136、HR 431，是玉夫座的一颗恒星，视星等为6.58，位于銀經254.77，銀緯-79.59，其B1900.0坐标为赤經1h 24m 9.6s，赤緯-34° -79.59′ 51″。